# Bahnstrecke Pönitz–Ahrensbök
| Zustand im Jahr 2011 |                         |                                             |                                             |
| Streckennummer (DB): | 1111                    |                                             |                                             |
| Kursbuchstrecke (DB): | 114k (1954)             |                                             |                                             |
| Kursbuchstrecke: | 103b (1934) 114k (1946) |                                             |                                             |
| Streckenlänge: | 8 km                    |                                             |                                             |
| Spurweite: | 1435 mm (Normalspur)    |                                             |                                             |
| |                         |                                             |                                             |
| \| \| \| von Eutin \| \| \| \| 0,0 \| Pönitz (Holst) bis 1934 Gleschendorf \| Pönitz (Holst) bis 1934 Gleschendorf \| \| \| \| nach Lübeck \| \| \| \| \| Schwartau \| \| \| \| 3,77 \| Brauner Hirsch \| Brauner Hirsch \| \| \| 5,72 \| Holstendorf bis 1914 Zuckerfabrik Ahrensbök \| Holstendorf bis 1914 Zuckerfabrik Ahrensbök \| \| \| \| Anschluss Ziegelwerk \| \| \| \| 7,95 \| Ahrensbök \| Ahrensbök \| |                         |                                             |                                             |
| Strecke |                         | von Eutin                                   | von Eutin                                   |
| Bahnhof | 0,0                     | Pönitz (Holst) bis 1934 Gleschendorf        | Pönitz (Holst) bis 1934 Gleschendorf        |
| Abzweig ehemals geradeaus und nach links |                         | nach Lübeck                                 | nach Lübeck                                 |
| Brücke über Wasserlauf (Strecke außer Betrieb) |                         | Schwartau                                   | Schwartau                                   |
| Haltepunkt / Haltestelle (Strecke außer Betrieb) | 3,77                    | Brauner Hirsch                              | Brauner Hirsch                              |
| Haltepunkt / Haltestelle (Strecke außer Betrieb) | 5,72                    | Holstendorf bis 1914 Zuckerfabrik Ahrensbök | Holstendorf bis 1914 Zuckerfabrik Ahrensbök |
| Abzweig geradeaus und nach links (Strecke außer Betrieb) |                         | Anschluss Ziegelwerk                        | Anschluss Ziegelwerk                        |
| Kopfbahnhof Streckenende (Strecke außer Betrieb) | 7,95                    | Ahrensbök                                   | Ahrensbök                                   |

Die Bahnstrecke Pönitz–Ahrensbök verband als Stichbahn den Ort Ahrensbök in Schleswig-Holstein mit dem an der Hauptstrecke Kiel–Lübeck liegenden Ort Pönitz, heute ein Teil der Gemeinde Scharbeutz im schleswig-holsteinischen Kreis Ostholstein.

## Geschichte
Die Strecke war acht Kilometer lang und als Kursbuchstrecke 114k verzeichnet.
Die Bahnstrecke wurde von der Eutin-Lübecker Eisenbahngesellschaft am 10. Mai 1886 eröffnet.
1914 gab es Planungen, die Strecke nach Bad Oldesloe zu verlängern. Die Strecke sollte durch die Gemarkungen Cashagen, Obernwohlde, Krummbek, Mönkhagen, Heilshoop, Zarpen, Rehhorst, Havighorst, Poggensee, Sehmsdorf nach Oldesloe führen. In Oldesloe war die Einführung in den bestehenden Kleinbahnhof geplant. Die Streckenlänge von Ahrensbök nach Oldesloe war mit 30,7 Kilometern angegeben. Der Erste Weltkrieg und die nachfolgende Inflation vereitelten jedoch diese Pläne.
Bis zum 15. Mai 1934 hieß der Abzweigbahnhof Gleschendorf. Der Personenverkehr wurde am 23. Mai 1954 eingestellt. Nach der Einstellung des Güterverkehrs am 29. Mai 1988 wurde die Strecke stillgelegt. Lediglich ein rund einen Kilometer langes Reststück bis zu einem Landhandel in Untersteenrade wurde noch etwas länger bedient. Bis hier ist das Streckengleis heute noch größtenteils vorhanden, wobei jedoch im Bahnhof Pönitz kein Anschluss mehr an das übrige Streckennetz besteht. Auf dem weiterführenden Abschnitt bis Ahrensbök wurden die Gleisanlagen 1991 demontiert. Die Trasse ab Holstendorf bis Ahrensbök ist ein Wanderweg.

## Betrieb
1928 wies der Fahrplan hin und zurück täglich sieben Fahrten und eine zusätzliche am Sonntagabend aus. Der Fahrplan von 1952 enthielt werktags neun und sonntags drei Züge in jeder Richtung. Alle Züge führten nur die 3. Wagenklasse und waren etwa 15 Minuten unterwegs.